# Nachum Sokolov
Nachum Sokolov (hebrejsky: נחום סוקולוב; ‎10. leden 1859, Wyszogród u Płocku – 17. květen 1936, Londýn) byl sionistický vůdce, spisovatel, překladatel a průkopník hebrejské žurnalistiky.

## Biografie
Narodil se v rabínské rodině v polském Wyszogródě (pak Kongresové Polsko) a ve věku sedmnácti let začal přispívat do místních hebrejských novin ha-Cefira. Rychle si získal okruh čtenářů a z politicky i nábožensky různých vrstev polských Židů, od sekulárních intelektuálů po antisionistické charedim. Během let se nakonec stal starším editorem a spolumajitelem. V roce 1906 byl požádán, aby se stal generálním tajemníkem Světového sionistického kongresu. V následujících letech cestoval po Evropě a severní Americe, aby propagoval sionistickou myšlenku. Během první světové války žil v Londýně, kde byl hlavním obhájcem Balfourovy deklarace z roku 1917, ve které britská vláda vyjádřila svou podporu pro vznik židovské domoviny v Palestině. V roce 1931 byl zvolen prezidentem Světového sionistického kongresu a tuto funkci zastával až do roku 1935, kdy jej nahradil Chajim Weizmann.
Sokolov byl plodný spisovatel a překladatel. Mezi jeho díla patří třídílná biografie Barucha Spinozy a mnoho jiných biografií. Byl prvním člověkem, který do hebrejštiny přeložil Herzlovu utopickou Staronovou zemi (Alteneuland), jejíž název přeložil jako Tel Aviv (doslova „Jarní pahorek“). V roce 1909 byl tento název použit pro pojmenování města poblíž přístavu Jaffa, dnešního Tel Avivu.
Zemřel v Londýně v roce 1936. Jeho jméno nese například kibuc Sde Nachum.